# Gräf & Stift
A Gräf & Stift három testvér, Franz, Heinrich és Carl Gräf, illetve Wilhelm Stift befektető által 1904-ben alapított osztrák autógyár.

## Története
A Gräf testvérek 1893-ban alapított műhelyükben 1898-ban megalkották a világ első fronthajtású személygépkocsiját; ennek az elvét 1900-ban szabadalmaztatták. Wilhelm Stift 1901-es csatlakozása után 1904-ben megalakították az autógyárat, amelyben buszokat is készítettek. A Habsburg-udvar beszállítói lettek, így az általuk gyártott egyik gépkocsiban érte Ferenc Ferdinándot a halálos lövés. Ez az autó ma megtekinthető a bécsi Hadtörténeti Múzeumban.
1931. május 28-án elindult a menetrend szerinti Bécs–Budapest buszjárat Gräf & Stift járművekkel. Az első napon Josef Gräf személyesen vezetett; a menetidő 6 óra volt.
A vállalat 1971-ben egyesült az ÖAF-fel, majd az így létrejött ÖAF Gräf & Stiftet ugyanebben az évben az MAN AG vette meg. Míg a Gräf & Stift ezt követően is autóbuszokat és trolibuszokat gyártott, az ÖAF főleg speciális kivitelű teherautókat, ezért amikor az ÖAF Gräf & Stiftet 2001-ben, a Neoplan megszerzésekor átnevezték, az MAN Sonderfahrzeuge AG nevet kapta. Az eredeti telephelyen a 2010-es években is folyt a termelés.

## Fordítás
- Ez a szócikk részben vagy egészben  a   Gräf & Stift című német Wikipédia-szócikk fordításán alapul.  Az eredeti cikk szerkesztőit annak laptörténete sorolja fel. Ez a jelzés csupán a megfogalmazás eredetét és a szerzői jogokat jelzi, nem szolgál a cikkben szereplő információk forrásmegjelöléseként.